# Nikola Martinoski
Nikola Martinoski (macédonien : Никола Мартиноски), né à Kruševo le 18 août 1903 et mort le 7 février 1973 à Skopje, est un peintre expressionniste macédonien.

## Biographie
Après avoir étudié les arts à Skopje, il est diplômé en 1927 de l'Académie des Beaux-Arts de Bucarest, en Roumanie. Ensuite, il passe deux ans à l'Académie de la Grande Chaumière de Paris, où ont notamment étudié Amedeo Modigliani et Boris Anrep et où il reçoit des cours d'artistes comme Moïse Kisling et Roger Bissière.
De retour à Skopje, il expose pour la première fois en 1929, puis il présente ses œuvres à Belgrade, Zagreb, Paris… Il est mort à 69 ans et a fait don de 62 tableaux à sa ville natale, Kruševo.

## Œuvres

Mariée, 1937.
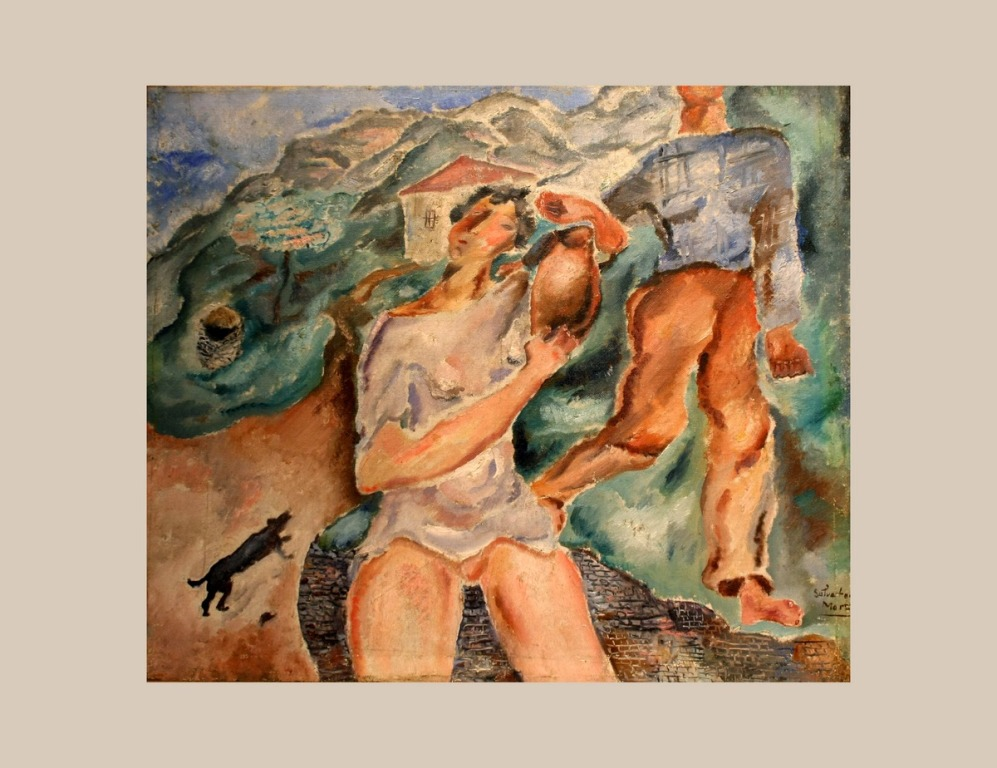
Récolte (Musée à Smederevo).